# Lâu Tinh
Lâu Tinh (chữ Hán giản thể: 娄星区) là một quận thuộc địa cấp thị Lâu Để tỉnh Hồ Nam, Cộng hòa Nhân dân Trung Hoa. Quận này có diện tích 428 ki-lô-mét vuông, dân số năm 2003 khoảng 410.000 người. Về mặt hành chính, quận Lâu Tinh được chia thành 7 nhai đạo, 3 trấn và 4 hương.
- Nhai đạo biện sự xứ: Lạc Bình, Hoa Sơn, Hoàng Nê Đường, Trường Thanh, Đại Khoa, Liên Tân, Đại Phu Kiều.
- Trấn: Sam Sơn, Vạn Bảo, Trà Viên.
- Hương: Vạn Mẫu, Tiểu Bích, Song Giang, Thạch Tỉnh.